# Атлиманско блато
Атлиманското блато е блато – бивша крайбрежна лагуна, разположено в южната част на българското черноморско крайбрежие, на около 1 km югозападно от град Китен и северно от най-долното течение на река Караагач. От брега на Черно море го отделя пясъчна коса с ширина от 300 до 500 m, на която се простира южния плаж на града.
Дължината му от север на юг е около 0,8 km, максималната ширина – до 0,7 km и е с площ около 0,05 km2. Надморската му височина се колебае от 0,5 до 1 m. Подхранва се от непостоянно течащи води, поради което през лятото често пресъхва. При високи води се оттича в река Караагач. През източната част на блатото по изкуствено изградена дига преминава участък от Републикански път II-99 от Държавната пътна мрежа.